# Bemutatom Kevin Johnsont (Lost)
2008. március 20-án került először adásba az amerikai ABC csatornán a sorozat 78. részeként. Elizabeth Sarnoff és Brian K. Vaughan írta, és Stephen Williams rendezte. Az epizód középpontjában Michael áll.
|  | Alább a cselekmény részletei következnek! |

## Az előző részek tartalmából
Miközben Sawyer, Jin, Michael és Walt megpróbálták elhagyni egy tutajjal a szigetet, felbukkantak a többiek és elrabolták a gyermeket. Dawson mindent megtett annak érdekében, hogy visszaszerezze a fiát. A férfi egyezséget kötött a többiekkel. Bea Klugh utasítása szerint, ha kiszabadítja az időközben elfogott Benjamin Linust, és egy 4 főből álló túlélő csoportot elvezet az ellenség által kijelölt területre, cserébe visszakapja a fiát. Michael megszállottságának áldozatul esett Ana-Lucia és Libby is. Miután Dawson sikeresen végrehajtotta az egyezség ráeső részét, visszakapta a fiát és elhagyták egy motorcsónakkal a szigetet.

## A folytatás
Othersville: Az első jelenet éjszaka a barakkoknál játszódik. John miután összehívta a túlélőket, felfedi mindenki számára mindazt, amit a hajó legénységéről megtudott. Miles elmondja, három társával együtt, azért jött a szigetre, hogy elfogja Benjamin Linust. Sawyer szerint csupán annyit kellene tenniük, hogy átadják nekik a fickót, és ezzel a probléma meg is van oldva, viszont Ben megjegyzi, ha ez megtörténik, akkor a szigeten minden emberrel végeznek. Hurley kíváncsi ki Linus kéme a hajón, mire ő elmeséli, hogy a beépített embere Michael, ami ugyancsak felpaprikázza a kedélyeket.
A hajó: Sayid és Desmond épp pihennek, amikor megszólal a vészjelző. A két férfi kirohan a fedélzetre, ahol látják, amint a kapitány ütlegeli a legénység néhány tagját. Mint kiderül, Gault nem akarja, hogy emberei is ugyanarra a sorsra jussanak, mint George Minkowski, aki korábban elhagyta a mentőcsónakkal a hajóját. Jarrah megpróbálja kideríteni, Michael mit keres a fedélzeten, mire ő azt feleli meghalni jött ide.
Othersville: John vezeti Straumeot a csónakház felé, de Sawyer utánuk rohan. James számon kéri a kopaszt, miért nem említette meg, a több mint 3 millió dollárt, amit Benjaminnak kellene átadnia Milesnak. Locke megjegyzi, mivel bank nincs a szigeten, ezért nem volt mit mondania. Miles vigyorral az arcán tudatja a túlélőkkel, Linus meg fogja szerezni a pénzt. Egy hete még fegyvert fogtak a fejéhez, ma pedig már velük vacsorázott. Lockenak és Sawyernek döbbenet ül az arcára a szavakat hallván.
Eközben Ben egy térképet ad át Alexnek, és rábeszéli őt, menjen el az anyjával a szentélyükhöz "Temple-Templom". A férfi szerint ez egy menedékhely. Lehet, hogy az utolsó biztonságos hely ezen a szigeten. Benjamin nem akarja, hogy a lányán keresztül eljussanak hozzá Widmore emberei. Karl nem érti, miért nem viszik magukkal a túlélőket is, de Alex apja elmondja, ez a hely csak nekik van fenn tartva. Az emberei már ott vannak, és várják őket. Rousseau ezúttal igazat ad Linusnak, majd útra kelnek a templom felé.
A hajó: Másnap Sayid és Des felkeresi Michaelt a gépházban. A két férfi válaszokat követel, hogy egykori barátjuk mi a fenét keres a hajón. Dawson kénytelen mindent elmesélni.
Michael története. 2004 december: "Késő éjjel Michael ül az ütött-kopott lakásában Manhattanben, és épp egy búcsúlevelet ír a fiának címezve. Amikor elkészül, kimegy a lakásából és beül az autójába. A levelet kitűzi a gallérjára és elhajt az éjszakába. Hamarosan kiér a mólóra, ahol tövig nyomja a gázpedált, és szándékosan belehajt egy szállítókonténerbe. A kocsi totálkárosra törik és a benne ülő férfi eszméletlenül fekszik a járműben.
A kórházban tér magához, ahol egy ápolónő lép be hozzá, akit a férfi Libbyként vél beazonosítani.  Rémületében ordítani kezd. Pillanatokkal később Dawson ráeszmél, hogy csak hallucinált. Egy ápolónő lép be a szobába, immáron a valóságban, és tájékoztatja a betegét jelenlegi állapotáról. A nővérke megkérdezi a férfi nevét, majd miután nem kap választ tudatja, hogy idehívhatja Waltot, aki a nála lévő búcsúlevél címzettje is volt. Michael ezt viszont nem akarja.
A férfi miután kikerült a kórházból elmegy az anyja házához, hogy beszéljen a fiával. A házból kiérkező idősebb asszony közli, Walt nem akar vele találkozni. Michael addig erősködik, míg a nő a képébe vágja, hogy addig nem beszélhet a fiával, amíg el nem mondja, hogy a katasztrófát követően hol tartózkodtak több, mint két hónapon keresztül.
Miután Mic távozni készül, az ablakban megpillantja a fiát, aki pár pillanattal később elmegy az ablaktól. Dawson az éjszaka közepén elmegy egy zaciba, és a Jintől származó aranyórát elcseréli egy pisztolyra. Következő útja a sikátor felé halad, ahol megpróbálkozik az öngyilkossággal, de megjelenik Tom. Egy kisebb dulakodás után, Tom a férfi segítségét kéri, ám közben ráeszmél, hogy Mic miért akar öngyilkos lenni. "Elmondta a 10 éves fiának, hogy megölte Libbyéket és most emiatt bűntudata van." Tom felhívja Dawson figyelmét, hogy hiába próbálkozik az öngyilkossággal, mert a sziget nem fogja hagyni. Michaelnek még dolga van. Thomas közli, hogy az Earl hotelben szállt meg, és ha érdekli az ajánlata, akkor ott megtalálhatja.
Mic otthon ismét megpróbálkozik az öngyilkossággal, de a pisztoly besül. A férfi megnézi a tárat, de az tele van. Amikor ismét nekiveselkedik, felfigyel a tv-re, amiben az Oceanic Airlines 815-ös járatának feltárásáról adnak információkat.
A férfi ezután felkeresi Tomot a szállodában. Tom étellel, itallal kínálja vendégét, de Mic csak azt szeretné tudni, hogy került a repülőgép az óceán fenekére. Mr. Friendly elmondja, a roncs csak egy hamisítvány, de ezt Dawson nem hiszi el, ezért bizonyítékot akar. Tom odadob neki egy aktát, amiben a Widmore parancsára temetőből kiásott hullák, egy régi gép és egy hajó adatai szerepelnek, amivel a roncsokat szállították. Michael kérdésére válaszolva Thomas elmondja, azt várják tőle, hogy szálljon fel Widmore hajójára, ami Fiji partjaitól indul pár nap múlva, hogy eljusson a szigetre. Ha Mic megöl mindenkit a fedélzeten, akkor jóvátehetné korábbi tetteit, megmentheti "barátai" életét.
Michael meg is érkezik a hajóhoz, majd Kevin Johnson néven bejelentkezik matróznak. Naomi elmondja, hogy kapott egy csomagot, majd felküldi a fickó szobájába. Johnson telefont kap Tomtól, aki bátorítja a feladat elvégzésére. A férfi arra utasítja Dawsont, hogy a csomagot 1-2 nap múlva a nyílt tengeren nyissa ki. A beszélgetés után Mic bedobja a telefonját a tengerbe.
Napok elteltével Naomi és Frank azon vitatkoznak, hogy ki vezesse a helikoptert. Michael csöndben figyeli őket, majd beszélgetni kezd Lapidussal, miután az otthagyta a nőt. Kevin elmondja, hogy a kaland keresése miatt vesz részt az akcióban. Frank megosztja vele azon elgondolását, hogy a roncs, amit találtak, nem az Oceanic 815-é, és ugyanezen a véleményen van Charles Widmore is. A pilóta szerint a gép még odakint van, és lehetnek túlélők is. Mic visszamegy a szobájába, és a ládához kapott kulcsot forgatva elmélkedni kezd.
Később Kevin a fedélzeten takarít, mikor lövéseket hall. Odamegy Keamyhez és bandájához, akik agyaggalambokra lövöldöznek. Michael elmondja, úgy tudta, hogy mentőakcióra mennek. A társaság kineveti őt, majd elküldik dolgozni. Dawson kiveszi a bőröndjét a ládából, és lemegy vele a gépházba. Kinyitja a táskát, élesíti a benne rejlő bombát, de hezitálni kezd. Hirtelen zene hangja hallatszik, és Libby szelleme is megjelenik, arra kérve Johnsont, hogy ne tegye. Mic elindítja a visszaszámlálást, de ő is ott marad, hogy meghaljon. A terve azonban nem válik be, mert az idő lejártával csak egy kis kar ugrik ki a bőröndből, rajta egy MÉG NEM feliratú cetlivel.
Michael a szobájában szórakozásként egy labdát dobál a falnak, de Minkowski megzavarja. Azért jön, hogy elmondja, egy bizonyos Walt telefonon keresi őt. Kevin felpattan, majd a rádiószobába érve megkéri George-ot, hagyja magára. A vonal túloldalán azonban nem Walt van, hanem Ben. Johnson elpanaszolja, hogy elromlott a bomba, Benjamin viszont közli, hogy azt nem használták volna, mert ő nem öl ártatlanokat a háborúban, ellenben Charles Widmore-ral. Mic ellenérvként felhozza Ana Lucia és Libby esetét, de Linus szerint ők nem miatta haltak meg, hanem Michael miatt. De ezért nem hibáztatja őt, hiszen a fia érdekében cselekedett. Benjamin megkéri a kémjét, hogy állítson össze neki egy listát a hajó legénységéről, amit a legközelebbi beszélgetésükkor felolvas neki. Azután pedig tönkreteszi a rádiószobát és a motorokat, így a hajó nem éri el a szigetet, tehát mindenki, aki ott tartózkodik, megmenekül. Kevin beleegyezik, mire Ben elmondja, hogy így már ő is a jófiúk közé tartozik."
A jelen: Sayid levonja a történetből, hogy Michael már Bennek dolgozik, ezért lefogja őt, és betuszkolja a kapitány szobájába. Gaunt értetlenül áll a történtek előtt, de Jarrah felvilágosítja őt arról, hogy a matróz is az Oceanic 815 utasa volt, 2 hónapig velük élt a szigeten, de elárulta őket, így elmenekült. Végezetül pedig felfedi, hogy nem Kevin Johnsonnak, hanem Michael Dawsonnak hívják.
A szigeten: Rousseau, Alex és Karl megállnak 2 perc pihenőre. A fiú úgy gondolja Ben rászedte őket, de Alex szerint apja nem akarná, hogy bántódása essék. Hirtelen tompított lövés hangja hallatszik, a Karl kezében lévő kulacs pedig kilyukad. A következő pillanatban már golyózápor következik, az egyik töltény mellbe találja a fiút, aki azonnal meghal. Rousseau fedezékbe húzza a lányát, s megkéri, hogy fogja meg a kezét, háromra pedig kezdjenek el szaladni. Futásnak indulnak, azonban Danielle-t is lelövik. Alex ijedten húzódik vissza a fa tövébe, majd a közeledő lépteket meghallva feláll, felteszi a kezét, és azt üvölti: várjanak, Ben lánya vagyok! 2008. március 23.
|  | Itt a vége a cselekmény részletezésének! |